# Киселёв, Дмитрий Васильевич
Дми́трий Васи́льевич Киселёв (1868—1937) — член IV Государственной думы от Орловской губернии, крестьянин.

## Биография
Православный, крестьянин села Овстуг Овстугской волости Брянского уезда.
Окончил сельское министерское училище. Занимался земледелием (4 десятины надельной земли).
Около 12 лет был управляющим имением в Брянском уезде. До избрания в Думу шесть лет состоял волостным старшиной, по этой должности был награждён серебряной медалью. В 1908 году был избран гласным Брянского уездного земского собрания, а затем членом уездной землеустроительной комиссии. Кроме того, был председателем Овстугского кредитного товарищества и председателем правления Овстугской пожарной дружины. В 1914 году по инициативе Киселёва в Овстуге было открыто почтовое отделение.
В 1912 году был избран членом Государственной думы от Орловской губернии. Входил во фракцию русских националистов и умеренно-правых (ФНУП), после её раскола в августе 1915 — в группу прогрессивных националистов и Прогрессивный блок. Состоял членом комиссий: о торговле и промышленности, по рыболовству, по народному образованию, продовольственной и по рабочему вопросу.
После революции жил в родном селе. В 1931 году был раскулачен и с тремя сыновьями выслан на Урал. После ссылки вернулся в Овстуг. В 1937 году был вновь арестован, особой тройкой при управлении НКВД Орловской области приговорен к ВМН и 19 декабря 1937 года расстрелян.

## Семья
Был женат, имел одиннадцать детей.